# Tacna (comuna)
Tacna fue una de las comunas que integró el antiguo departamento de Tacna, en la provincia de Tacna. Fue la cabecera de ambas divisiones territoriales chilenas.
En 1907, de acuerdo al censo de ese año, la comuna tenía una población de 10593 habitantes. Su territorio fue organizado por decreto del 22 de diciembre de 1891, a partir del territorio de las subdelegaciones 1.° El Callao, 2.° San Ramón, 3.° El Mercado y 4.° El Alto de Lima del departamento de Tacna, según los límites asignados por los decretos del 9 de noviembre de 1885 y el 10 de mayo de 1886.

## Historia
La comuna fue creada por decreto del 22 de diciembre de 1891, con el territorio de las subdelegaciones 1.° a 4.° del departamento de Tacna, según los límites asignados por los decretos del 9 de noviembre de 1885 y el 10 de mayo de 1886.
Esta comuna pasó a ser la cabecera del departamento y provincia chilenas de Tacna. Cabe señalar que, sin embargo, su municipalidad predata la existencia de la comuna, ya que inició su funcionamiento bajo las leyes chilenas a contar del instante mismo de la anexión del territorio a ese país, por virtud del tratado de Ancón. La ley de municipalidades chilena establecía que cada capital departamental y aquellas ciudades que el presidente de la República considerara pertinente, tendrían una municipalidad, por lo que el gobierno de la ciudad de Tacna tuvo bajo su control entre 1883 y 1891 todo el departamento de Tacna, y a contar de la creación de la comuna de Tarata en ese último año, se le redujo su territorio jurisdiccional.
A contar del 1 de febrero de 1928, por virtud del Decreto con Fuerza de Ley N.° 8.583 publicado aquel 28 de enero bajo el gobierno de Carlos Ibáñez del Campo, la comuna de Tacna comprendió las subdelegaciones 1.° Intendencia, 2.° Comercio y 3.° Pocollay. Este decreto ordenó la creación, además, de las comunas de Palca y Sama, que junto a Tacna formaron una sola agrupación municipal; esto es, que ni Palca y Sama tenían un gobierno comunal propio como en la mayoría de las comunas de Chile.
La comuna chilena de Tacna cesó su existencia a contar del 28 de agosto de 1929, cuando el territorio del antiguo departamento chileno de Tacna fue devuelto al Perú, en una ceremonia llevada a cabo en casa del prefecto Federico Fernandini, en que se firmó un acuerdo entre el intendente interino de la provincia chilena de Tacna, Gonzalo Robles, y una delegación del Perú encabezada por el canciller Pedro José Rada y Gamio. A las 16 horas de ese día, inició sus funciones la municipalidad peruana de Tacna.

## Calles
| Nombre anterior | Nombre posterior  |
| --------------- | ----------------- |
| Alameda         | Baquedano         |
| 28 de Julio     | 26 de Mayo        |
| Matriz          | Prat              |
| 2 de Mayo       | General del Canto |
| Siete Vueltas   | Carrera Pinto     |